# Tullins
Tullins je naselje in občina v vzhodnem francoskem departmaju Isère regije Rona-Alpe. Leta 2009 je naselje imelo 7.652 prebivalcev.

## Geografija
Kraj leži v pokrajini Daufineji ob reki Isère, 29 km severozahodno od Grenobla.

## Uprava
Tullins je sedež istoimenskega kantona, v katerega so poleg njegove vključene še občine Cras, La Rivière, Montaud, Morette, Poliénas, Quincieu, Saint-Paul-d'Izeaux, Saint-Quentin-sur-Isère in Vatilieu z 11.462 prebivalci.
Kanton Tullins je sestavni del okrožja Grenoble.

## Zanimivosti
- samostan milostne Matere Božje iz 17. stoletja,
- cerkev Saint-Laurent-des-Prés iz 11. do 15. stoletja,
- vrata Porte de Saint-Quentin iz 13. in 14. stoletja,
- ostanki vrat Porte de Fures iz 10. in 11. stoletja,
- dvorec Château de la Boussinière, Château de Saint-Jean-de-Chepy iz 15. in 16. stoletja.

## Pobratena mesta
- Priverno (Lazio, Italija);